# GUITARHYTHM VIII
『GUITARHYTHM VIII』（ギタリズム・エイト）は、布袋寅泰の22枚目のオリジナル・アルバム。

## 解説
オリジナルアルバムとして、また『GUITARHYTHM』シリーズとして前作『GUITARHYTHM VII』以来1年7カ月振りの作品である。『GUITARHYTHM V』以降、シリーズが連作として続くのは今回が初となる。
『GUITARHYTHM』シリーズ8作目であることから、"8"でモチーフとなるものを探求した結果、自身が強く影響を受けた「80’s」のニューウェイヴとエレクトロをテーマに据え、さらに現代的なサウンドプロダクションを融合させている。また『Paradox』、『GUITARHYTHM VI』、『GUITARHYTHM VII』とダークな世界観のアルバムが続いたことと対比し、当初からライブ映えしてファンがライブを心から楽しめるような作品にしたいという構想があった。
2024年5月15日、16日に行われたCOMPLEXの東京ドーム公演の前後に「次はG8だな」と決めており、同ライブ後から楽曲制作を開始した。
『GUITARHYTHM』シリーズは布袋にとって「創作の原点」であり、当アルバムの制作について「スター・ウォーズの最新作を作るような感覚」とし、挑戦的な試みだったと述べている。
Charと19年ぶりに、THE YELLOW MONKEYの吉井和哉と5年ぶりに、そして電気グルーヴの石野卓球と初のコラボレーションを果たしている。

## 録音
ロンドン市内のダダ・スタジオのほか、池尻大橋のプライム・サウンド・スタジオフォーム、千駄ヶ谷のビクター・スタジオ、『GUITARHYTHM II』から長年愛用しているメトロポリス・スタジオが使用された。
ギターは、布袋が2024年に立ち上げたギターブランド「Zodiac NEO」のHOTEIモデルを中心に使用した。アンプは『MONSTER DRIVE』からメインアンプとなっている÷13（Divided by 13）の"FTR 37"、BOØWY時代から使用しているローランドの"JC-120"に加え、新たにORANGEのアンプとスピーカーも導入された。
エフェクターはかつて『GUITARHYTHM』にて使用したローランドのマルチエフェクター"GP8"を使用し、音色面でも1980年代の再現を試みている。布袋は、本作の為に"GP8"をネットオークションで購入したと述べている。
山木秀夫（ドラム）、KenKen（ベース）、奥野真哉（キーボード）、岸利至（プログラミング）といった前作『GUITARHYTHM VII』のレコーディングにも参加したミュージシャンが起用されている。
ミックスには、INXSやギャング・オブ・フォーおよびU2やニュー・オーダーを手がけたSimon Gogerly、ブリング・ミー・ザ・ホライズンなどを手がけているRomesh Dodangoda、Stephen Lipson、長年布袋の作品に携わっている今井邦彦、石野卓球の作品に携わっている渡部高士の、計5名のエンジニアが参加した。Dodangodaは布袋作品に初参加となる。ブリング・ミー・ザ・ホライズンなどラウドロック系のバンドを多く手がけている彼を起用したのは、新たなサウンドへのチャレンジになったと布袋は語っている。
マスタリングは、ローリング・ストーンズの『Hackney Diamonds』でもグラミーを受賞したMatt Coltonが手がけた。作業は上述のメトロポリス・スタジオにて丸2日というスピード工程で行われた。

## リリース
CDのみの通常盤、デラックス・エディションA、B、完全数量限定盤の4形態にてリリースされた。
デラックス・エディションAには2024年12月に開催された日本武道館公演『LIVE IN BUDOKAN ～The HOTEI～ "Super Hits & History"』より初日12月6日のライブシーンが、デラックス・エディションBにはその2日目にあたる12月7日公演のライブシーンが収録された映像ディスクが付属されている。完全数量限定盤には同ライブの2日間のライブシーンを収録した映像ディスクが付属された。
「Side by Side (feat. Char)」がアルバムリリース前にデジタル・シングルとして2025年3月12日に先行配信され、YouTube上にてミュージック・ビデオもアップロードされた。

## アートワーク
ジャケットのカバーアートは『GUITARHYTHM』シリーズのデザインを手がけてきた永石勝、写真撮影は石黒淳二、スタイリングは里山拓斗がそれぞれ担当した。

## ツアー
本作を受けてのツアーは『HOTEI the LIVE 2025 “GUITARHYTHM VIII TOUR”』と題し、2025年4月26日の高崎芸術劇場公演を皮切りに24都市28公演が開催された。
ツアーメンバーはレコーディングにも参加した山木秀夫、奥野真哉、岸利至、井上富雄に加え、黒田晃年が前回の『HOTEI the LIVE 2023 “GUITARHYTHM VII TOUR”』から引き続き参加している。奥野がスケジュールの関係で参加できない公演ではsugarbeansがキーボーディストを務める。山木はCOMPLEXの『ROMANTIC 1990』から布袋の作品に多数参加しているが、布袋のライブへは今回が初参加となる。
ツアー・ファイナルは追加公演として同年8月11日に『GUITARHYTHM VIII TOUR “The Final in 武道館”』と題し、日本武道館で開催された。スペシャルゲストとしてCharが参加し、「Side by Side」と「Stereocaster」の2曲で共演した。

## 収録曲

### CD
| #         | タイトル                           | 作詞      | 作曲               | 編曲      | 時間  |
| --------- | ---------------------------------- | --------- | ------------------ | --------- | ----- |
| 1.        | 「Jump」                           | 布袋寅泰  | 布袋寅泰           |           | 5:15  |
| 2.        | 「No More Killing」                | 森雪之丞  | 布袋寅泰           |           | 3:48  |
| 3.        | 「憂鬱なジキル」                   | 森雪之丞  | 布袋寅泰           |           | 4:37  |
| 4.        | 「Love is」                        | 布袋寅泰  | 布袋寅泰           |           | 4:31  |
| 5.        | 「Side by Side (feat. Char)」      |           | 布袋寅泰           |           | 4:42  |
| 6.        | 「Finally」                        | 森雪之丞  | 布袋寅泰           |           | 4:06  |
| 7.        | 「Falling」                        | 吉井和哉  | 布袋寅泰           |           | 5:54  |
| 8.        | 「オフィーリア」                   |           | 布袋寅泰           |           | 3:45  |
| 9.        | 「Boogie Woogie Under Moonlight」  | 布袋寅泰  | 布袋寅泰           |           | 4:37  |
| 10.       | 「Move Your Body (feat.石野卓球)」 | 布袋寅泰  | 布袋寅泰、石野卓球 |           | 4:37  |
| 11.       | 「Funk It Up」                     | 布袋寅泰  | 布袋寅泰           |           | 4:35  |
| 12.       | 「Ghost of Pain (G8 ver.)」        |           | 布袋寅泰           |           | 4:22  |
| 合計時間: | 合計時間:                          | 合計時間: | 合計時間:          | 合計時間: | 54:49 |

### Deluxe Edition / 完全数量限定盤 付属DVD・Blu-ray

#### Deluxe Edition A
| #   | タイトル                             | 作詞 | 作曲・編曲 |
| --- | ------------------------------------ | ---- | ---------- |
| 1.  | 「スリル」                           |      |            |
| 2.  | 「BE MY BABY」                       |      |            |
| 3.  | 「Marionette」                       |      |            |
| 4.  | 「RUSSIAN ROULETTE」                 |      |            |
| 5.  | 「NOCTURNE No.9」                    |      |            |
| 6.  | 「CIRCUS」                           |      |            |
| 7.  | 「ラストシーン」                     |      |            |
| 8.  | 「季節が君だけを変える」             |      |            |
| 9.  | 「1990」                             |      |            |
| 10. | 「Battle Without Honor or Humanity」 |      |            |
| 11. | 「Give It To The Universe」          |      |            |
| 12. | 「STILL ALIVE」                      |      |            |
| 13. | 「さらば青春の光」                   |      |            |
| 14. | 「SURRENDER」                        |      |            |
| 15. | 「バンビーナ」                       |      |            |
| 16. | 「B・BLUE」                          |      |            |
| 17. | 「恋をとめないで」                   |      |            |
| 18. | 「Dreamin’」                         |      |            |
| 19. | 「Stereocaster」                     |      |            |
| 20. | 「C'MON EVERYBODY」                  |      |            |
| 21. | 「GLORIOUS DAYS」                    |      |            |
| 22. | 「POISON」                           |      |            |

#### Deluxe Edition B
| #   | タイトル                             | 作詞 | 作曲・編曲 |
| --- | ------------------------------------ | ---- | ---------- |
| 1.  | 「NO. NEW YORK」                     |      |            |
| 2.  | 「Marionette」                       |      |            |
| 3.  | 「BAD FEELING」                      |      |            |
| 4.  | 「BE MY BABY」                       |      |            |
| 5.  | 「PROPAGANDA」                       |      |            |
| 6.  | 「MATERIALS」                        |      |            |
| 7.  | 「MEMORY」                           |      |            |
| 8.  | 「DANCING WITH THE MOONLIGHT」       |      |            |
| 9.  | 「FLY INTO YOUR DREAM」              |      |            |
| 10. | 「SUPERSONIC GENERATION」            |      |            |
| 11. | 「GOOD SAVAGE」                      |      |            |
| 12. | 「DIVING WITH MY CAR」               |      |            |
| 13. | 「TEENAGE EMOTION」                  |      |            |
| 14. | 「LONDON GAME」                      |      |            |
| 15. | 「MERRY-GO-ROUND」                   |      |            |
| 16. | 「C’MON EVERYBODY」                  |      |            |
| 17. | 「GLORIOUS DAYS」                    |      |            |
| 18. | 「Dreamin’」                         |      |            |
| 19. | 「Stereocaster」                     |      |            |
| 20. | 「Battle Without Honor or Humanity」 |      |            |
| 21. | 「LONELY★WILD」                      |      |            |
| 22. | 「POISON」                           |      |            |
| 23. | 「バンビーナ」                       |      |            |

#### 完全数量限定盤
- LIVE IN BUDOKAN ～The HOTEI～ “The HITS”
  - 2024年12月6日（金）日本武道館
- LIVE IN BUDOKAN ～The HOTEI～ “The HISTORY”
  - 2024年12月7日（土）日本武道館

それぞれ全曲収録。

## 曲解説
1. Jump
本作の中で一番最初に作られた楽曲であり、プライマル・スクリームの「Rocks」やアンダーワールドの「Born Slippy」、ローリング・ストーンズの「スタート・ミー・アップ」、INXSの「ガンズ・イン・ザ・スカイ」を意識して制作された[4][5]。打ち込みは布袋が制作したデモテープの物をほぼそのまま流用している[4]。
ステレオがエフェクトではなく、左右に分けて"÷13"と"ORANGE"のアンプ音が鳴っているというミックスとなっている[4]。
歌詞に布袋が毎回ライブで述べる「ようこそ、宇宙一のロックロールショーへ」という一節があり、これはレコーディングの最終段階で乗せられた[4]。
なお1曲目がオーバーチュアではないという点は『GUITARHYTHMシリーズ』史上、本作が初となる[4]。
2. No More Killing
仮タイトルは「G線上のスキマ」[4][5]。
当初は反戦歌を意図していなかったが、作詞の森雪之丞からの熱望により、唯一本作で社会的メッセージを前面に出した楽曲となっている[5]。「G線上のスキマ」という一節をそのまま流用したり、「"線上"は"戦場"になる」「"G線上"に森が"交戦場"という言葉を重ねてきた」といったやり取りの末に完成した[4]。
3. 憂鬱なジキル
ロックオペラ風の曲調は、布袋が強く影響を受けた10ccやスパークス、愛聴しているクイーンやフランツ・フェルディナンドを意識し、『GUITARHYTHMシリーズ』にオペラチック、シアトリカルな楽曲は必須だという思いで制作された[4]。
曲作りの時点で「No More Killing」とは双子のような楽曲と捉えており、曲順もこの両者を切り離すことはできなかったという[4]。
4. Love is
自身のギタースタイルの象徴であるカッティングが象徴的な楽曲を本作でも入れたいと制作された。ファンクラブの会報誌にて布袋は、本作の中でも三本指に入るほど思い入れがあると同時に、一番自分らしい楽曲であるとも述べている[4]。
Youtube上にてダンサーMiyuと当曲とのコラボレーション動画もアップロードされた[11][12]。
5. Side by Side (feat. Char)
インストゥルメンタル曲[10]。「Stereocaster」以来、Charと19年ぶりにコラボレーションを果たした。2025年3月12日に先行デジタルシングルとして配信された。
2025年2月に共演したジェフ・ベックのトリビュートライブがきっかけとなり、「Stereocaster」がギターバトル的だったのに対し、本作は両者が寄り添い合うような雰囲気と述べている[4][10]。
布袋がほぼラフ状態のデモテープをCharに送り、日本のスタジオでセッションした末に完成している。一番最初のセッションでほとんどOKだったとのこと。その後のリズム録りも、山木秀夫とKenKenとの一発録りだったという[4]。なおKenKenの父親ジョニー吉長はかつてCharと"ジョニー・ルイス&チャー"を組んで活動しており、布袋は「KenKenとCharさんは交流はあるけど、レコーディングするのは今回が初めてだって言ってたから、KenKenにとっても思い出深いものになったのでは」と語っている[4][注 6]。
曲中にCharの「Smoky」と布袋の「Battle Without Honor or Humanity」のフレーズが挿入されている[10]。
ミュージック・ビデオも制作され、YouTube上にアップロードされた[6]。ビデオ内で吊るされているCharと布袋のギターは計80本あり、これも本作が「GUITARHYTHMMシリーズの8作目」であることに因んでいる[4]。
6. Finally
ブームタウン・ラッツやデキシーズ・ミッドナイト・ランナーズといった「80'sで自分の心が躍った、ちょっとパンキッシュなモータウン」をモチーフに制作された。布袋は「これはもう「POISON」と「バンビーナ」の融合ですかね。とにかく「どこを切っても布袋寅泰」っていうものをあえてトライした感じかな」と述べている[4]。
7. Falling
THE YELLOW MONKEYの吉井和哉が作詞で参加。
サビの「Falling〜」のフレーズは布袋が制作したデモテープの時点から存在しており、布袋は吉井に「Fallingという曲をお願いしたい」「心置きなく、深いのを書いて。落ちていく失楽園みないなテーマで。とにかく官能的で」と依頼した。3、4回マイナーチェンジした末に完成した[4]。最終稿はTHE YELLOW MONKEYの武道館ライブの前夜に届いたとのこと[10]。
ギターにはスティーヴ・スティーヴンス[注 7]を意識したリフが織り込まれている[10]。
8. オフィーリア
ジョン・エヴァレット・ミレーの絵画『オフィーリア』にインスパイアされたインストゥルメンタル曲。布袋はBOØWY時代にロンドン市内のテート・ブリテンで初めてこの絵画を鑑賞した際、その場に立ち尽くしてしまうほどの感銘を受けたという。現在も度々鑑賞に訪れるほど愛着を持っている[4]。
ミックスはアート・オブ・ノイズや『New Beginnings』を手がけたStephen Lipsonが担当[5]。
9. Boogie Woogie Under Moonlight
本作の中でもほぼ最後に作られた楽曲。アルペジオの曲がないことに気付き、「幻惑的なダンスチューン」として「エコー&ザ・バニーメンとABBAが混ざったような曲」をテーマに制作された[4]。
ベースはツアーメンバーでもある井上富雄によるもの。ピック演奏のベースサウンド、ニューウェイブ・バンドの音が欲しかったことから、迷わず井上を起用したとのこと[4]。
歌詞は「言葉の迷宮」をテーマとしている。ひとつひとつの言葉に意味を持たせず、少し不気味な世界観で「アリス・イン・ワンダーランド」のような非日常的な宴が繰り広げられている、といった映像的な歌詞を志したという[4]。
10. Move Your Body (feat.石野卓球)
電気グルーヴの石野卓球が参加。
当初、布袋と石野で「ニューウェイヴ」をキーワードに「DAFとザ・ナックの「マイ・シャローナ」が混ざったような感じ[4]」「DAFのような太くて攻撃的なシンセベースに、メタリカの重さとギャング・オブ・フォーの鋭いギターを組み合わせよう[10]」といったやり取りを交わした。その後、石野から2つのデモが届き、悩んだ末にギターリフを一緒に鳴らしてみてしっくり来た方を選択したのが本曲のものである。もうひとつのデモは通常のテクノ風で、電気グルーヴ風のものだったという。
歌詞は、当初送られてきたデモに入っていた石野の鼻歌に乗せて制作された。「Boogie Woogie Under Moonlight」同様、あまり意味を持たせずメッセージ色の強くない歌詞にしたかったとのこと[4]。
布袋はこの曲について「MATERIALS」にも通じる、インダストリアル・ロックの旨みが凝縮した傑作」と述べている[10]。
歌詞に「電気の墓場で Do the モンキーダンス」という一節があり、ツアーでも映像効果で電気グルーヴのバンド・ロゴがステージに投影された。
11. Funk It Up
ジャック・ホワイトをイメージしたブルージーなリフを「『007』などのスパイ映画のテイストでやったら面白いかな」という遊び心から制作されたファンクチューン[13]。「Boogie Woogie Under Moonlight」同様、当アルバムの中でも終盤に制作された楽曲である[4]。
曲中で「GUITARHYTHM」のBメロの歌メロと歌詞をマッシュアップしている[5]。当初「GUITARHYTHM」のことはまったく意識していなかったが、仮歌収録の際に、「何を思ったか1回当ててみたらぴったりだった」という[4]。
当初ギターリフだけ作っておいたものを、東京のスタジオで山木秀夫、KenKenとセッションで様々なパターンを録った末、その音源を編集し、一時は原型を留めない形になったという。しかしロンドンへ持ち帰った後にすべて削ぎ落し、最終的に現在の形へと至っている[4]。
12. Ghost of Pain (G8 ver.)
インストゥルメンタル曲。音楽監督を務めたNetflix映画『Demon City 鬼ゴロシ』のエンディング・テーマ[13]。映画版とはアレンジが異なる。
同映画のオープニング・テーマは復讐・怒りという感情を、エンディング・テーマである当曲は怒りから生まれる悲しみや痛みをコンセプトとしている。これらは双子のような2曲であると布袋は述べている。当曲に関して、同映画の音楽プロデューサーである茂木英興から「HOWLINGのような曲が欲しい」という依頼があった[4]。
映画版では、日本を強く意識して和楽器の音を多数使った楽曲だったため、当初はこのアルバムに不向きと捉えていた。しかしスタジオ作業中に岸利至に依頼し、和楽器の音をすべて取り払ってもらったところ、非常にGUITARHYTHM的で、最後の曲に相応しいと捉えたことで収録される運びとなった。布袋曰く「気がついて良かったですよ、本当に。危うく収録しないところだったからさ（笑）」とのこと。

## スタッフ・クレジット

### 参加ミュージシャン
- 布袋寅泰
  - Vocal(#1-4.6.7.9-11)[1]
  - Guitar(#1-12)[1]
  - Keyboards(#1-4.6.7.9.11.12)[1]
  - Programming(#1-9.12)[1]
- 山木秀夫：Drums (#1-8.11)[1]
- KenKen：Bass (#1-7.11)[1]
- 井上富雄：Bass (#9)[1]
- 奥野真哉：Keyboards (#1-4.6-9.11)[1]
- 岸利至：Programming & Audio Edit (#1-9.11.12)[1]
- 石野卓球：Programming & Audio Edit(#10)[1]
- 渡部高士：Programming & Audio Edit(#10)[1]
- Char：Guitar(#5)[1]
- Erika Footman：Backing Vocal(#1.2.4.7.9.10)[1]

### スタッフ
- 今井邦彦
  - Recording Engineer (#1-12)[1]
  - Mixing Engineer (#4-7.12)[1]
- Santi Arribas：Recording Engineer (#1.2.4.7.9.10)[1]
- 石光孝 / Seli：Recording Engineer (#3.4.7.8)[1]
- Simon Gogerly：Mixing Engineer (#1.9)[1]
- Romesh Dodangoda：Mixing Engineer (#2.3.11)[1]
- Stephen Lipson：Mixing Engineer (#8)[1]
- 渡部高士：Mixing Engineer (#10)[1]